# 陕西紫茎
陕西紫茎（学名：Stewartia shensiensis）为山茶科紫茎属下的一个种。

## 扩展阅读
- 維基物種上的相關：陕西紫茎